# Raimundo Fagner - Pecado Verde
Pecado Verde é o vigésimo  álbum de estúdio gravado pelo cantor, compositor e instrumentista cearense Raimundo Fagner. O álbum foi lançado em 1996.

## Faixas
1. "Pecado Verde"
2. "Pra Quem Não Tem Amor"
3. "Letras de Canção"
4. "Volto ao Sul"
5. "Letras Negras"
6. "Recusa"
7. "Canção Em Dois Tempos"
8. "Autonomia"
9. "Apaixonadamente"
10. "Um Vestido e Um Amor"
11. "Mucuripe"